# Sašo Mirjanič
Sašo Mirjanič (* 27. Januar 1968 in Koper) ist ein ehemaliger slowenischer Ruderer, der bis 1991 für Jugoslawien antrat.
Mirjanič belegte 1985 bei den Junioren-Weltmeisterschaften den zehnten Platz im Vierer ohne Steuermann. 1986 gewann er zusammen mit Sadik Mujkič den Titel im Zweier ohne Steuermann. Bei den Olympischen Spielen 1988 in Seoul belegte er zusammen mit Milan Janša und Steuermann Roman Ambrožič den achten Platz im Zweier mit Steuermann. Bei den Weltmeisterschaften 1989, die in seiner Heimat in Bled ausgetragen wurden, trat Mirjanič im Vierer mit Steuermann an und belegte den siebten Platz. Im Jahr darauf erreichte er mit dem jugoslawischen Vierer den fünften Platz bei den Weltmeisterschaften in Tasmanien.  
1992 nahm Slowenien erstmals an Olympischen Spielen teil. Bei der Olympiaregatta 1992 in Barcelona belegte der slowenische Vierer ohne Steuermann mit Janez Klemenčič, Sašo Mirjanič, Milan Janša und Sadik Mujkič im Vorlauf den dritten Platz hinter den Booten aus den Vereinigten Staaten und aus Neuseeland. Im ersten Halbfinale siegte die Crew aus den Vereinigten Staaten vor den Slowenen und den Niederländern, aus dem zweiten Halbfinale kamen die Boote aus Australien, Deutschland und Neuseeland ins Finale. Das Finale gewannen die Australier vor den US-Ruderern. Die Slowenen erkämpften die Bronzemedaille mit 0,15 Sekunden Vorsprung auf die Deutschen. Mit dem slowenischen Vierer ohne Steuermann erreichte Mirjanič 1994 den vierten Platz bei den Weltmeisterschaften. 
Der 1,87 m große Sašo Mirjanič ruderte für Veslaski Klub Bled.